# オリエーナ
オリエーナ（イタリア語: Oliena）は、イタリア共和国サルデーニャ自治州ヌーオロ県にある人口約7,000人の基礎自治体（コムーネ）。

## 地理

### 位置・広がり

#### 隣接コムーネ
隣接するコムーネは以下の通り。
- ドルガーリ
- ヌーオロ
- オルゴーゾロ